# 卡馬利亞斯龍屬
卡马利亚斯龙属（学名：Camarillasaurus，意为“卡马利亚斯组的蜥蜴”）是一属兽脚类恐龙，生存於白垩纪早期（巴列姆阶）西班牙南部特鲁埃尔省的卡马里利亚斯。根据一份2019年的论文中得出的结论，它很有可能是一种棘龙科；但在2014年最初描述它的论文中，它被认为是一种角鼻龙类。

## 叙述

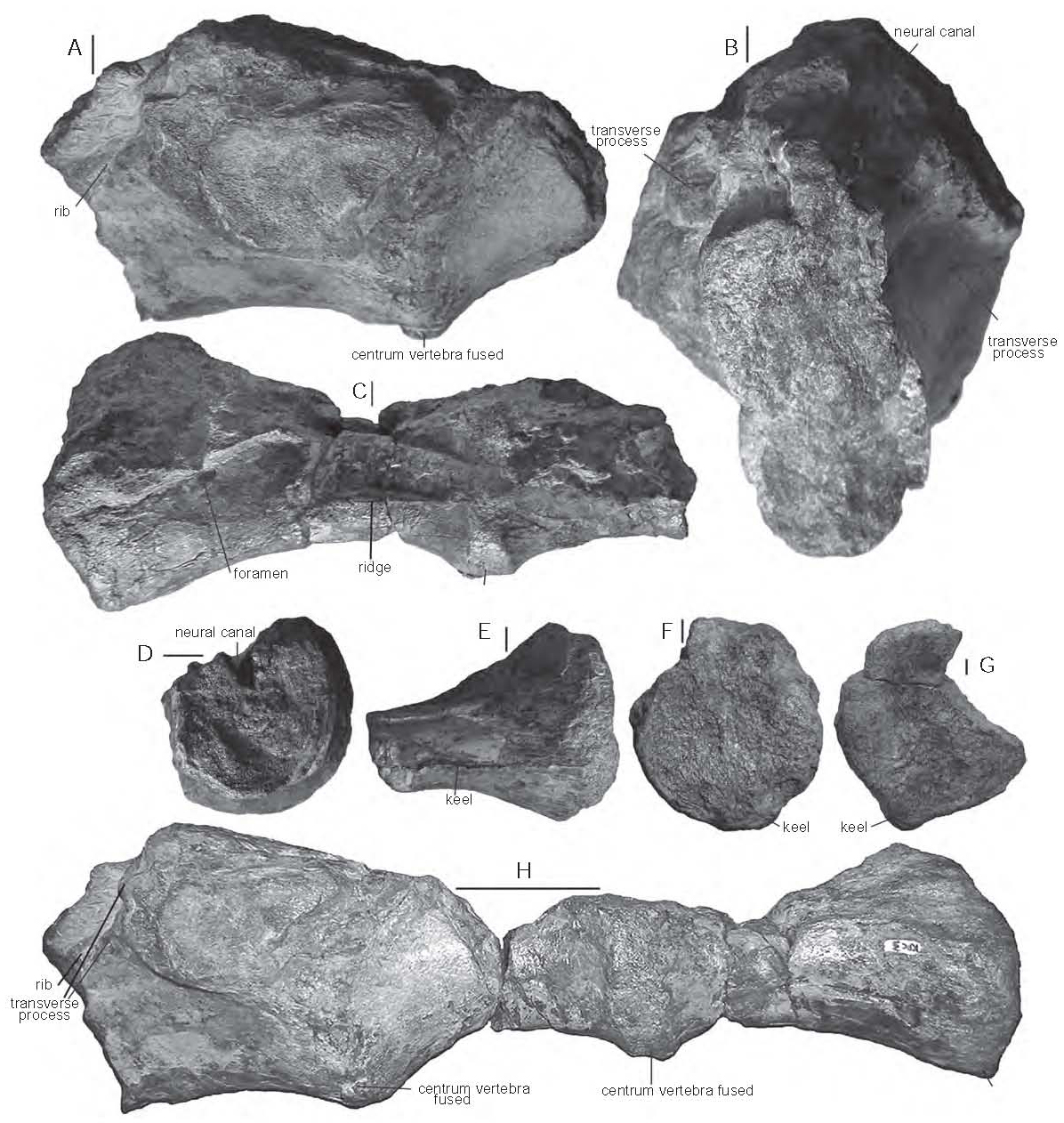
骶骨与骶骨椎体

该属的化石发现于卡马利亚斯组，模式种是西氏卡马利亚斯龙（Camarillasaurus cirugedae），由古生物学家Bárbara Sánchez-Hernández与迈克尔·本顿等人在2014年叙述。叙述者们认为它是一种基础角鼻龙类，考虑到模式标本死亡时的年龄，它的骨骼结构有些不寻常。但是在EAVP2019年正式会议上给出的摘要中，奥利弗·劳赫（Oliver Rauhut）及其同事根据模式标本尾椎的特征以及化石发现地最新找到的材料而建议将其作为棘龙科成员，而不是角鼻龙科。Adun Samathi在2019年发表的论文中得出了同样的结论。